# Waarom zijn de bananen krom?
Waarom zijn de bananen krom? is een Vlaams liedje van Tony Corsari dat in 1959 als single werd uitgebracht. Op de B-kant stond het nummer De begrafenis van ome Neel. In 1968 bracht Corsari het nummer nogmaals uit, maar dan onder de titel Waarom zijn de banaantjes krom?.
Het lied kwam op 1 mei 1959 binnen op de 16e positie in de Belgische hitlijst. De hoogste notering zou de 5e positie worden. In totaal bleef het nummer 20 weken in de lijst aanwezig.